# Icimauna aysa
Icimauna aysa là một loài bọ cánh cứng trong họ Cerambycidae.